# 68-й Венеційський кінофестиваль
45°26′23″ пн. ш. 12°19′55″ сх. д. / 45.4397° пн. ш. 12.3319° сх. д.
68-й Венеціанський міжнародний кінофестиваль проходив з 31 серпня по 10 вересня 2011 року. Журі основного конкурсу очолив американський режисер Даррен Аронофскі. головний приз фестивалю журі присудило російському фільму «Фауст» режисера Сокуров Олександр Миколайович. Срібного лева за найкращу режисуру отримав китайський фільм «Люди гірські люди море» режисера Цая Шанцзюня..